# Xenotettix armipes
Xenotettix armipes är en insektsart som beskrevs av Boris Petrovich Uvarov 1925. Xenotettix armipes ingår i släktet Xenotettix och familjen gräshoppor. Inga underarter finns listade i Catalogue of Life.